# Oswald von Richthofen
Oswald Freiherr von Richthofen (Iaşi, 13. listopada 1847. – Berlin, 17. siječnja 1906.) bio je njemački diplomat, ministar vanjskih poslova Njemačke, i predsjednik ministarstva vanjskih poslova Njemačke od 23. listopada 1900. do 25. lipnja 1881. 17. siječnja 1906.

## Podrijetlo i karijera
Oswald von Richthofen bio je sin Emila von Richthofena (1810. – 1895.), i rođen je u Iaşi, gdje mu je otac bio generalni konzul. Sudjelovao je u Francusko-pruskom ratu 1870. – 1871., a zatim započinje karijeru u ministarstvu vanjskih poslova 1875. Od 1885. do 1896., bio je stacioniran u Kairu. Kasnije je bio direktor kolonijalnih poslova pri ministarstvu vanjskih poslova od 15. listopdada 1896. do 31. ožujka 1898. Tijekom ovog perioda završena je željeznička pruga od Swakopmunda do Windhoeka u Njemačkoj Jugozapadnoj Africi.
Imenovan je zamjenikom ministra vanjskih poslova u prosincu 1897.

## Ministar vanjskih poslova
Richthofen postaje ministar vanjskih poslova 23. listopada 1900., naslijedivši na tom mjestu Bernharda von Bülowa, koji u to vrijeme postaje njemački kancelar. Tu dužnost je obnašao do smrti u Berlinu, 17. siječnja 1906. Imenovan je bio i tajnim vijećnikom 1901. i ministrom pruske vlade 1905. Na mjestu ministra vanjskih poslova naslijedio ga je Heinrich Leonhard von Tschirschky und Bögendorff.